# ENATURE.NET
ENATURE.NET（イー・ナチュレ・ネット）はアメリカ、カリフォルニア州の出版社RussianBare.com（ロシアンバレー・ドット・コム、またはロシアンベア・ドット・コム）の持つブランド名。

## 企業概要
アメリカ、カリフォルニア州のサン・ルイス・オビスポに拠点を置き、映像および出版物の製作と販売を行い、通信販売の窓口としてはRussianBare.comをブランド名として使用している。
主として取り扱うものはナチュリストビデオ作品であり、この分野における代表的なメーカー、ブランドとなっている。従って、通常の読みとしては「ロシアンバレー」であるが、字義的には「ロシアンベア（＝裸）」と読むのが正しいと言える。
傘下に多くの関連会社または関連グループのブランドを抱えており、Russianの名を冠してはいるが、ロシアの作品に限らず、ウクライナ、フランス、チェコなどの物も取り扱っている。

### 傘下ブランド
- Holy Nature（ロシア）
- Helios NATURA（Nature's Enterprises Inc. チェコ）